# ビラケム駅 (パリ)
ビラケム駅 （仏 : Bir-Hakeim）は、フランスの6号線の駅である。1906年に開業した。
セーヌ川にかかるビル・アケム橋に隣接する高架駅。行政上は15区に属する。RER C線のシャン・ド・マルス＝トゥール・エッフェル駅（半地下）とも、乗り換え駅になっている。

## 駅周辺
- エッフェル塔
- シャン・ド・マルス公園
- パリ日本文化会館

## 隣の駅
パリメトロ
6号線
パッシー駅（Passy） - ビラケム駅 - デュプレクス駅（Dupleix）